# Associazione Sportiva Pro Cisterna 1926
L'Associazione Sportiva Dilettantistica Pro Cisterna 1926 è stata la principale società calcistica della città di Cisterna di Latina, fondata nel 1926.

## Storia
La prima squadra cisternese nacque con il nome di Polisportiva Pro Cisterna nel 1926.
•1967-68 - 6º nel girone B di prima Categoria-Lazio, il torneo viene vinto dal Sora. Con la guida tecnica di Amos Cardarelli arrivarono: Rossimori, Battistella, Salafia, Pierro, Ludovisi, Beltrami, Manzini. A fine campionato, di quella squadra verranno ceduti: Rossimori in C all’Avellino e un giovanissimo Claudio Capogna acquistato dalla Reggina in serie B, giocando negli anni a seguire con: Genoa, Barletta, Sambenedettese, Pescara, Turris, Campobasso, Latina.
•1968-69 - 12º nel girone B di Prima Categoria-Lazio, anno in cui si rischiò la retrocessione. Lasceranno la squadra Salafia e Lorenzon.
•1969-70 - 15º nel girone B di Prima Categoria Lazio. Ammessa alla nuova Promozione: presidente Alfio Cicchitti, allenatore Cappelli. Dal settore giovanile arriva Caiazza.
•1970-71 - nel girone B di Eccellenza Laziale campionato vinto dal Palestrina. Il Pro Cisterna arriva 15º, la squadra è guidata da Mimmino Vergara, di quella stagione si ricorda un pomeriggio memorabile davanti a tremila spettatori quando i biancazzurri fanno perdere il record d’imbattibilità al Cassino, vincendo 4-0 il match al Bartolani. In squadra: Isolani, Ogliari, Tesseri, Cerolini, Martelli, Bianchi, Ricci, La Pietra, Caiazza, i fratelli Antonini, Manzini e Pomponi.
•1971-72 - nel girone B del campionato di Eccellenza Laziale, il Presidente Olivieri sceglie come allenatore Di Giulio, e acquista Sanavia dal Latina, Gallo, Armeni e Munari Dell’Andrea, cedendo al Savona in serie C Caiazza, fu un campionato dove si rischiò la retrocessione si arrivò dodicesimi.
•1972-73 - nel girone B di Eccellenza Laziale confermato alla guida tecnica Di Giulio, arriva Cecconi dal Trevi, Bruni dal Sezze, Gabrielli dal Colleferro e Santolamazza dal Fiuggi, ottiene la 14ª posizione nel campionato, rimane in categoria grazie al ripescaggio. I “biancazzurri” del presidente Olivieri si ricordano per l’importante cammino avuto nella neonata Coppa Italia, dove superando il Tavernelle si arrivò ai quarti di finale di Jesolo.
•1973-74 - nel girone B di Eccellenza Laziale con Presidente Nicola Merolla, Gigi Pierro direttore sportivo, la guida tecnica affidata a Rodolfo Tirillò. Il vulcanico allenatore conduce i biancazzurri in cima alla classifica, arrivando secondo dopo un fantastico testa a testa con il Formia. La rosa dei giocatori era composta da: Caiazza che tornava dal Savona, Cecconi, Plebani, Sanavia, Alibardi, Melchionni e ragazzi di belle speranze vincitori del torneo juniores regionale come i fratelli Giuseppe e Luigi Russo (Luigi andrà al Lecco in serie C), Salvatori, Orsi, Rubino, Macale, Roberti, Conti.
Tra di loro, Alibardi e Melchionni saranno convocati in nazionale dilettanti.
•1974-75 - nel girone B di Eccellenza Laziale, Lo Buono è il tecnico scelto dal Presidente Merolla e Gigi Pierro. Nel frattempo, Caiazza passa al Latina, arriva il capocannoniere Cimmini dal Valmontone. Iniziato il campionato i risultati non tardano ad arrivare ma in occasione di un Pro Cisterna-Pomezia succede di tutto. Complice una terna arbitrale non all’altezza, i biancazzurri vengono penalizzati da una lunga ed ingiusta squalifica del campo, arrivando sesti in un torneo vinto dagli aziendali della Fulgorcavi guidati da Eugenio Fascetti.
•1975-76 - nel girone B di Eccellenza Laziale confermato Lo Buono allenatore, arrivano Russo Luigi di ritorno dal Lecco dopo un grave infortunio, Caradonna, Micheletti, Paradisi, Manzini, Gasbarra, Restelli, Stefani Paoletti, Fabeni e Piacenti, il Pro Cisterna conquista la promozione in serie D battendo in classifica di un solo punto il Terracina.
•1976-77 - in serie D la Presidenza viene affidata a Vittorio Pezone, la squadra viene rivoluzionata e nel ritiro di Carpineto Romano arrivano dalla Lazio Coletta e Sebastiani, Antinogene Cancellieri dal Latina, Carloni dal Velletri. La guida tecnica è affidata a Sassi poi sollevato dall’incarico dall’allenatore in seconda Mazza che porta in salvo la squadra, arrivando tredicesimo. Il campionato viene vinto dal Latina.
•1977-78  - serie D con Gigi Sitzia allenatore, arrivano dal Priverno Caradonna e D’Arcangeli, Checchelani e Fieni dalla Fulgorcavi, Salvati dalla Lazio, Fabiani dalla Semprevisa e Zattini dal Valmontone e Ogliari dallo Scauri e Melaranci dal settore giovanile, Restelli e Russo G. ceduti al Priverno, si arrivò decimi, il torneo lo vinse l’Almas.
•1978-79 - squadra affidata a Giacobbo, arrivarono Zerbini, Fratangeli, Filippini, Mercuri, Valentini e Poggioni, e si affacciarono alla prima squadra i giovani Bellucci, Pontesilli, Chiappini, Somma. Fu un'annata disastrosa, nonostante un tentativo di Giancarlo Tesseri, si arrivò ultimi con la conseguente retrocessione.
•1979-80 - nella stagione 1979-1980 si riparte dalla Promozione che era il sesto livello del calcio italiano (il massimo livello regionale). Con Pellegrini allenatore il Pro Cisterna arriva 4º e il campionato viene vinto del Terracina, la rosa è composta da: Benini, Fieni, Checchelani, Poggioni, Somma, Nicchiotti, Sanavia, Segala, Mercuri, Partoini, Bellucci, Gallo.
•1980-81 - 7º nel girone B di Promozione Lazio, confermato Bepi Pellegrini l’allenatore, arrivano Dino Maggi dal Terracina, Salvatore Caiazza, Daldin, Onorato e Micheletti dal Latina. Nonostante la buona campagna acquisti, sarà un campionato di centro classifica.
•1981-82 - 5º nel girone B di Promozione Lazio guida tecnica Sitzia Presidente Graziano Menossi, Vice Presidente Ottaviani Bruno, formazione: Benini (Tomeo), Poletti, Fieni, Sanavia, Somma Cipriani, Maggi, Micheletti, Caiazza, Bellucci, Pacifici.
•1982-83 – Con Gianni Pezone Presidente, Vittorio Pezone e Bruno Ottaviani fu un’annata strepitosa, programmazione e campagna acquisti si svolsero in poco tempo, la scelta dell’allenatore cadde su Bruno Abbatini con lui giunsero giocatori di categoria superiore gli ex romanisti Ingrassia e Sellitri, Fiore e Croatto dall’Aprilia, Valeri dal Casalotti, Toscano dal G.Brindisi portarono la squadra dai dilettanti al calcio semiprofessionistico. 1º nel girone B di Promozione Lazio, dominando il torneo. Sugli scudi il portiere Valeri con il record d’imbattibilità 1080 minuti, i giocatori: Somma, Sanavia, Nicchiotti, Fieni, Bellucci, Partoini e Cipriani. Sempre in quella stagione il Pro Cisterna arrivò in semifinale di Coppa Italia.
•1983-84 – Prima nel girone G nel Campionato Interregionale, ma il torneo fu vinto a tavolino dall’Isernia che arrivò seconda. La squadra fu affidata all’esperto Domenico Biti, arrivarono dal Latina Pascucci, Piacenza, Olivari, Staffa e Casagrande dall'Ostia Mare, Di Mario, D’Este, La Salvia e Poli e il colpo mercato ex romanista Stefano Pellegrini, dal settore giovanile il giovane Carta andò alla Fiorentina.
•1984-85 - Gioie e dolori in quest'annata, il Presidente Giovanni Pezone conferma Biti alla guida tecnica mentre il Direttore Sportivo Bruno Ottaviani completa la rosa con un parco giocatori di tutto rispetto, arrivarono: Lattuca e Pernarella dal Siena, Ghio dal Mantova, Caputo e Drago dalla Primavera della Fiorentina, Bordin dal Monte Mario, Ciaralli dal Casalotti, Tuzi dal Cynthia, Medvescek dai Pescatori Ostia e Boccetti dall'Aprilia che insieme a Fieni, Maurizio Bellucci, Selitri, Micheletti, Fiore, Valeri, approdarono in Serie C2. Dolore per la scomparsa del tecnico Biti colto da malore durante la partita Pro Cisterna-Fondi, la squadra fu affidata a Gianni Sanavia che portò i biancazzurri nella storia, in C2.
•1985-86 - 6º nel girone D di Serie C2. Presidente Gianni Pezone, allenatore Antonio Trebiciani e questa la rosa del primo torneo professionistico del Pro Cisterna: dal Latina arrivarono Fatigati, Marcucci, De Angelis e Scaiola, Conti e Cardinali dal Tivoli, Olivari di ritorno da Firenze, Poli dal Taranto, Fornari da L’Aquila, Prete e Pietrosanti dal vivaio, confermati Aureli, Maurizio Bellucci, Bordin, Caputo, Ciaralli, De Sibbi, Fiore, Fortuna, Ghio, Lattuga, Lo Pinto, Pernarella, Piacenza, Valeri, Virgili, Vaselli.
•1986-87 - 11º nel girone D di Serie C2. Il presidente Gianni Pezone cambia allenatore, arriva Tamborini poi sostituito da Sanavia i nuovi a far parte della squadra furono: (l’ex Roma, Catanzaro in A) Vichi, (l’ex Spal, Empoli, Lazio) Farinelli, l’ex Roma Primavera D’Emilia, Anzalone, Ambrogi, Bussu, Ciannavei, Mazzon, Medori, Oliviero, Pellegrini, Pellorca, Pes, Piacenza, Pietrosanti, Vaselli, Valenzi.
•1987-88 - 18º nel girone D di Serie C2. Retrocesso in Interregionale. Presidente Pes, Allenatore Pizzi poi Di Carlo e Melchiorri, vestono biancazzurro: Alleva, Andrea Bellucci, Fanti, Damiano Coletta, Bonventre, Cacciatore, Ferretti, Fanti, Cerullo, Botrini, Fornari, Fortuna, Pietrosanti, Possagno, Pugliatti, Vergari, Vincenzi, Vittiglio.
•1988-89 - 6º nel girone I del Campionato Interregionale Girone Sardo-Laziale-Campano.
Nella stagione 1990-91 vi gioca, tra gli altri, un giovane Mauro Facci, poi Direttore Generale del Latina, che avrà una brillante carriera da difensore (giocherà anche con Salernitana e Napoli).
Dopo il fallimento avvenuto nel 2003, venne fondata una nuova società col nome Viribus Cisterna Montello dalla fusione della storica "Pro" (che ripartì dalla Prima Categoria) con la nuova società Nuova Montello di Borgo Montello (militante in Eccellenza). Tuttavia, dopo alcuni campionati disputati nella massima serie regionale, il Presidente Lucio Bruno, a un anno di distanza dal fallimento del Latina, decide di "ridare" al capoluogo pontino una squadra modificando il nome del club in Football Club Latina trasferendo la sede societaria allo Stadio Francioni.
Per ovviare alla dipartita della prima squadra cittadina, venne fondata la Virtus Cisterna, che nel 2009 cambierà poi denominazione in Vigor Cisterna acquisendo il titolo sportivo dell'Aprilia Calcio nel campionato di Eccellenza.
Nella stagione 2009-10 si aggiudica la Coppa Italia d'Eccellenza (fase regionale) tenutasi nello Stadio Flaminio a Roma, battendo in finale la Lupa Frascati. Nella stagione seguente viene inaugurato il rinnovato stadio "Domenico Bartolani" che ospita le partite casalinghe della squadra.
Nel 2012 si ha uno storico ritorno, assumendo la denominazione di Pro Cisterna 1926.
L'ultima stagione del Pro Cisterna è stata quella del 2013-14, dove ha ottenuto la salvezza ai playout di Eccellenza. Nel 2014-15, è stata attiva solo a livello giovanile. A luglio 2015 non è stata presentata alcuna domanda di iscrizione ai campionati regionali, decretando così la fine della società.
Nell'estate del 2019, l'appena retrocessa dall'Eccellenza Latina Scalo Sermoneta sposta il titolo della squadra a Cisterna e cede il titolo ad una cordata di imprenditori e ex calciatori della squadra cisternese. La nuova società, anche grazie al ripescaggio di numerose squadre laziali in Serie D, chiede ed ottiene il ripescaggio in Eccellenza e cambia denominazione in A.S.D. Latina Scalo Sermoneta Pro Cisterna 1926.
Nell'estate 2021 la società non si iscrive al campionato, sciogliendosi nuovamente.

## Allenatori e presidenti
| Allenatori ---- Pro Cisterna 1926 - 1978-1979: Luciano Tessari - 1980-1981: Vittorio Crociara - 2012-2013: Mauro Patalano | Presidenti ---- Pro Cisterna 1926 - 2007: Lucio Bruno |

## Palmarès

### Competizioni nazionali
- Campionato Interregionale: 1

1984-1985 (girone G)

### Competizioni regionali
- Campionato Dilettanti: 1

1957-1958
- Promozione: 2

1975-1976 (girone B), 1982-1983 (girone B)
- Coppa Italia Dilettanti Lazio: 1

2009-2010

## Statistiche e record
| Categoria | Partecipazioni | Debutto | Ultima stagione |
| --------- | -------------- | ------- | --------------- |
| C         | 3              | 1985-86 | 1987-88         |
| D         | 17             | 1958-59 | 1999-00         |

## Tifoseria

### Gemellaggi e rivalità
Gli ultras cisternesi sono legati da un gemellaggio ai tifosi dell'Itri e inoltre si segnala un'amicizia con il tifo del Latina e di Anzio. Forte è invece la rivalità con i tifosi del Sora, che ha portato a scontri con conseguenti Daspo. Altre tifoserie nemiche della tifoseria di Cisterna sono: Velletri, Terracina e tutta la Ciociaria senza distinzione. 